# Secret of the Solstice
Secret of the Solstice è un videogioco massively multiplayer online sviluppato e pubblicato da DNC Entertainment in Corea e ospitato da Outspark nel mercato internazionale in lingua inglese. È il secondo MMO pubblicato da Outspark, e include molte caratteristiche in comune con il genere MMORPG, ad esempio un mondo online, quests, ecc.
Secret of the Solstice si caratterizza per un visivo stile anime. Giocatore, personaggi, mostri, sono rappresentati in 2D, mentre gli ambienti e gli elementi di fondo sono in 3D.